# Acapella
Glej tudi a capella.
Acapella je ročni medicinski pripomoček ameriškega proizvajalca Smiths Medical Inc, namenjen čiščenju centralnih (zgornjih) dihalnih poti in treningu dihalnih mišic za bolnike s kroničnimi obstruktivnimi pljučnimi boleznimi.
Združuje tehniki respiratorne fizioterapije s pozitivnim ekspiratornim tlakom in visokofrekvenčnega nihanja pritiska v dihalnih poteh, ki pripomore k odstranjevanju sluzi. Bolnik izdihuje v napravo, v kateri pot zraka ustavlja premičen čep, ki ga zadržuje magnet. Z izdihom mora preseči silo magneta, hkrati pa čep vibrira in vibracije se prenašajo po zraku do njegovih dihal. Na enak način deluje pripomoček Flutter, le da ima ta namesto čepa kovinsko kroglico in je za upor ter vibriranje namesto sile magneta odgovorna težnost. Acapelle tako med uporabo ni potrebno držati v določenem položaju. Tudi njun mehanski odziv je podoben, tako da sta večja prilagodljivost in enostavnejša uporaba glavni prednosti Acapelle.
Posledice uporabe pripomočka so večja predihanost pljuč in zmanjšana količina ujetega zraka v dihalnih poteh.

## Indikacije in kontraindikacije
Indikacije te respiratorne fizioterapije so dolgotrajen kašelj z izmečkom, bronhiektazije, sesedanje dihalnih poti, upočasnjen pretok zraka skozi dihalne poti, okvara mukociliarnega aparata. Kontraindikacije te respiratorne fizioterapije so pnevmotorax, hemoptize, bolezni prsnega koša, plevralni izliv.